# Wisby Tidning
Wisby Tidning var en svensk tidning som utgavs i Visby från 1811 till 1825.
Wisby Tidning grundades av tryckaren Fredrik Gustaf Bagge som 1811 flyttade från Kalmar till Visby och samtidigt som han startade tidningen grundade Gotlands första tryckeri. Första numret utkom 1 augusti 1811 och tidningen utkom en gång i veckan. Den blev dock ingen lönsam affär och redan 1812 sålde Bagge tryckeriet till skräddaren Jonas Nygren och mjölnaren Sven Sedergren samtidigt som han återflyttade till Kalmar. De gick dock i konkurs redan samma år och färgaren Christian Brygge och garvaren Mathias Sahlin köpte tryckeriet med tidning från konkursboet. Sahlin kom att arrendera ut tryckeriet och tidningen till konstförvanten Olof Kjölin och 1823 sålde han tidning med tryckeri till glasmästaren Carl Bergman. Bergman fick anmärkning rörande tidningsutgivningen då han saknade utgivningstillstånd, ingen av de senare utgivarna efter Bagge hade brytt sig om utgivningstillstånd eller ens känt till att man måste ha ett sådant. Carl Bergman kom i konflikt med Sahlin om köpeskillingen och köpet kom att återgå. I stället köptes tryckeriet och tidningen av sergeanten och konstförvanten Gustaf Heidenberg som dock snart också gick i konkurs. Därefter köptes tidning och tryckeri av adjunkt Lars Petter Ihre och lektor Gustaf Klingwall och därefter av Axel Cedergren, som dock lade ned tidningen 1825. Redan samma år ersattes den dock av en ny veckotidning utgiven i Visby, Wisby Argus, som dock kom att utges vid ett nytt tryckeri. 